# Relações entre China e Indonésia

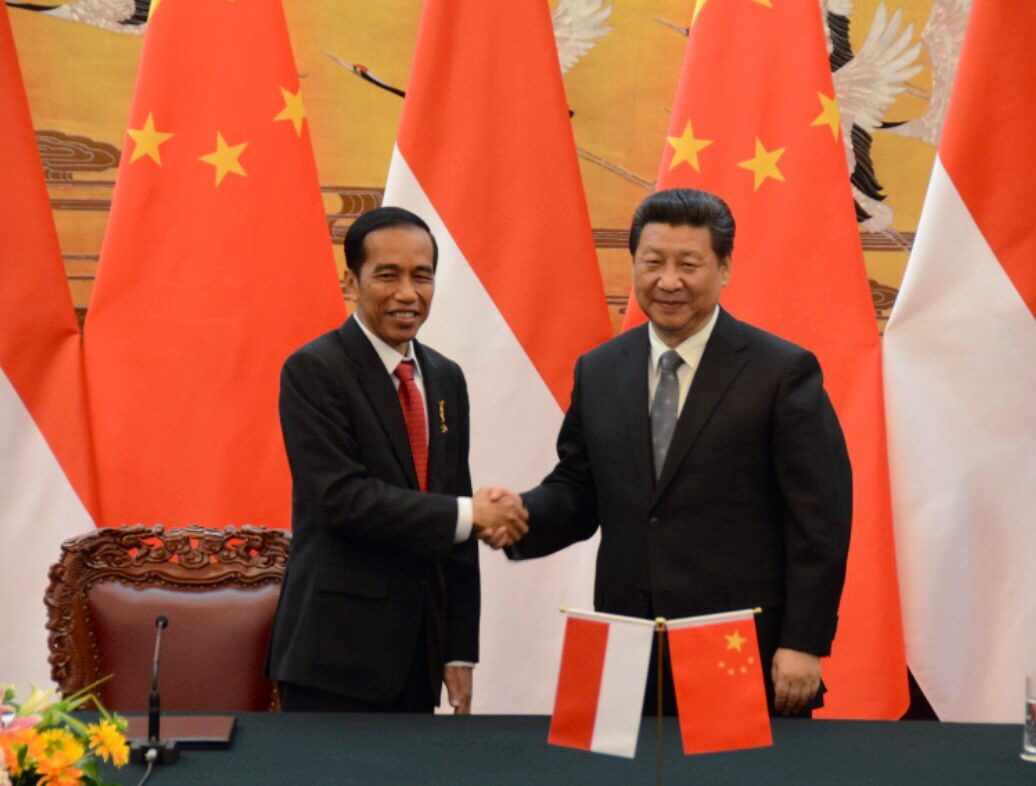
O presidente da Indonésia, Joko Widodo, encontra-se com o presidente da China, Xi Jinping

República Popular da China e Indonésia estabeleceram relações diplomáticas em 1950. Apesar disso, várias formas de relacionamento já existem há séculos. No entanto, a relação diplomática entre os dois estados foi suspensa em 1967, o mesmo ano em que o presidente indonésio Suharto assumiu o poder como presidente interino após a renúncia forçada de Sukarno, mas foi retomada em 1990. A China tem uma embaixada em Jacarta e consulados em Surabaya e Medan, enquanto a Indonésia tem uma embaixada em Pequim e consulados em Guangzhou, Xangai e Hong Kong. Ambos os países estão entre as maiores nações da Ásia em termos de área e população. A China é a nação mais populosa do mundo, enquanto a Indonésia tem a 4ª maior população. Ambas as nações são membros da APEC e do G20.
De acordo com uma Pesquisa do Serviço Mundial da BBC de 2014, a opinião da China entre os indonésios permanece fortemente positiva e estável, com 52% de opinião positiva em comparação com 28% expressando uma opinião negativa.

## História

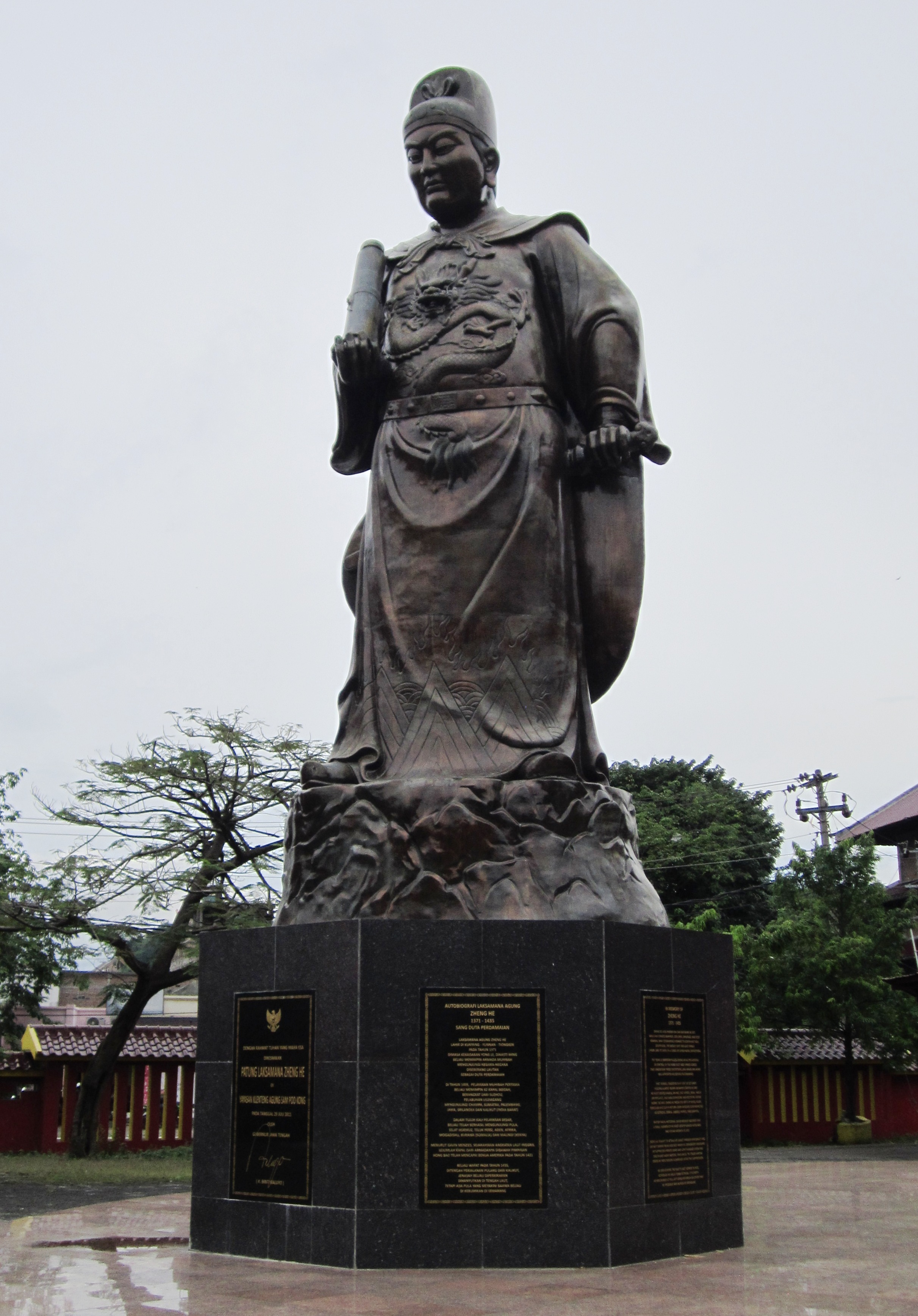
A estátua em memória de Zheng He no templo de Sam Poo Kong, Semarang, comemora a viagem naval Ming ao arquipélago indonésio.

As relações entre a China imperial e a antiga Indonésia começaram durante o século VII, possivelmente antes. A Indonésia fazia parte da Rota da Seda marítima que conectava a China à Índia e ao mundo árabe. Numerosas cerâmicas chinesas foram descobertas em toda a Indonésia, sugerindo antigos vínculos comerciais entre os dois países. O Museu Nacional da Indonésia possui uma das melhores e mais completas coleções de cerâmica chinesa descobertas fora da China, datadas das dinastias Han, Tang, Song, Yuan, Ming e Qing, que se estendem por quase dois milênios. Esta coleção específica fornece uma boa visão sobre o comércio marítimo da Indonésia ao longo dos séculos. A pesquisa indica que os chineses navegaram para a Índia via Indonésia já no período Han Ocidental (205 a.C a 220 d.C) como parte da rota da seda marítima e relações comerciais firmes foram posteriormente estabelecidas. Tradicionalmente, o arquipélago indonésio, identificado pelo antigo geógrafo chinês como Nanyang, era a fonte de especiarias como cravo, cubebe e noz -moscada, matérias-primas como sândalo, ouro e estanho, bem como itens raros exóticos como marfim, chifre de rinoceronte, pele e osso de tigre, pássaros exóticos e penas coloridas. Enquanto a fina seda e cerâmica da China eram procuradas por antigos reinos indonésios. A Indonésia também desempenhou algum papel na expansão do budismo da Índia para a China. Um monge chinês, I-Tsing, visitou Srivijaya em 671 por 6 meses durante sua missão de adquirir textos sagrados budistas da Índia. Outros relatos e crônicas chinesas também mencionam vários estados antigos da Indonésia hoje. Registros chineses mencionados sobre marinheiros Kunlun, presumivelmente marinheiros Cham ou malaios, que navegaram e comercializaram muitos produtos em portos no sudeste e sul da Ásia. Os marinheiros malaios são provavelmente oriundos do império Srivijayan em Sumatra. Os antigos marinheiros indonésios parecem buscar ativamente o comércio ao redor do Sudeste Asiático e até a China e a Índia. Desde I-Tsing, vários viajantes chineses, como Chou Ju-kua, começaram a visitar e escrever sobre o arquipélago indonésio.
A maioria das relações antigas entre a China e a Indonésia eram motivadas pelo comércio e, ao longo de sua história compartilhada, a maioria era harmoniosa e pacífica, com uma exceção. Em 1293, Kublai Khan da dinastia Yuan enviou uma grande expedição de 1.000 navios a Java para punir o desafiador rei Kertanegara de Singhasari. A expedição naval, no entanto, foi um fracasso quando Java se tornou o império Majapahit . Impérios marítimos como Srivijaya, Majapahit e, mais tarde, Malaca buscaram autorizações de comércio para estabelecer relações com os lucrativos mercados chineses. O número de imigrantes chineses e influências chinesas no arquipélago atingiu um novo auge, com a enorme expedição naval da dinastia Ming liderada pelo almirante Zheng He que visitou Java, Sumatra e a península malaia no início do século XV. O tradutor de Zheng He, Ma Huan, escreveu uma descrição detalhada de Majapahit e de onde vivia o rei de Java. O relatório foi redigido e coletado em Yingya Shenglan, que fornece uma visão valiosa sobre a cultura, os costumes e também vários aspectos sociais e econômicos de Chao-Wa (Java) durante o período Majapahit. A expedição naval chinesa contribuiu para o estabelecimento de assentamentos chineses ultramarinos na Indonésia, como Semarang, Tuban e Rembang, que tiveram populações chinesas significativas desde a era Majapahit.
Durante a era colonial da Companhia das Índias Orientais Holandesas e da era das Índias Orientais Holandesas, importantes colonos chineses começaram a preencher as necessidades de trabalho e buscar uma nova vida no arquipélago indonésio. A maioria dos imigrantes chineses indonésios veio das províncias do sul da China, como Fujian e Guangdong. Assentamentos chineses significativos foram estabelecidos em Kalimantan Ocidental, na costa leste de Sumatra e na costa norte de Java.
Após a independência da Indonésia em 1945 e o reconhecimento de sua soberania dos holandeses em 1949, a Indonésia estabeleceu relações políticas com a China (anteriormente com a República da China e posteriormente com a República Popular da China ) em 1950. Na verdade, foi o primeiro país do Sudeste Asiático a estabelecer relações diplomáticas oficiais com a RPC. Durante a administração de Sukarno, a China e a Indonésia mantiveram relações estreitas. Nos anos 1950 a 1960, o Partido Comunista da China manteve relações estreitas com seus homólogos indonésios . Sukarno apoiou e venceu a licitação para os Jogos Asiáticos de 1962, realizados em Jacarta . Houve tensão política quando os indonésios recusaram a entrada de delegações de Taiwan . Depois que o Comitê Olímpico Internacional impôs sanções à Indonésia devido a essa política de exclusão, Sukarno retaliou organizando um evento competidor "não imperialista" dos Jogos Olímpicos, denominado Jogos das Novas Forças Emergentes (GANEFO). Sukarno respondeu que o próprio COI era político porque não tinha a República Popular da China como membros; o COI era simplesmente "uma ferramenta dos imperialistas e colonialistas". Sukarno formou uma nova aliança com a China, Coréia do Norte, Vietnã do Norte e Camboja, que chamou de " Eixo Pequim - Pyongyang - Hanói - Phnom Penh - Jacarta ". Depois de retirar a Indonésia das Nações Unidas "dominadas pelo imperialismo" em janeiro de 1965, Sukarno procurou estabelecer uma organização concorrente à ONU chamada Conferência das Novas Forças Emergentes (CONEFO) com o apoio da República Popular da China, que em naquela época ainda não era membro das Nações Unidas . Com o governo altamente endividado com a União Soviética, a Indonésia tornou-se cada vez mais dependente do apoio da China. Sukarno falou cada vez mais de um eixo Pequim-Jacarta,
No entanto, após o golpe comunista fracassado em 1965, resultando na queda de Sukarno e na ascensão de Suharto em 1967, a Indonésia cortou as relações diplomáticas, sustentando que a China comunista foi parcialmente responsável por trás do golpe. As relações diplomáticas, no entanto, foram restauradas e retomadas em 1990, resultando na normalização das relações diplomáticas China-Indonésia.

### História das relações políticas

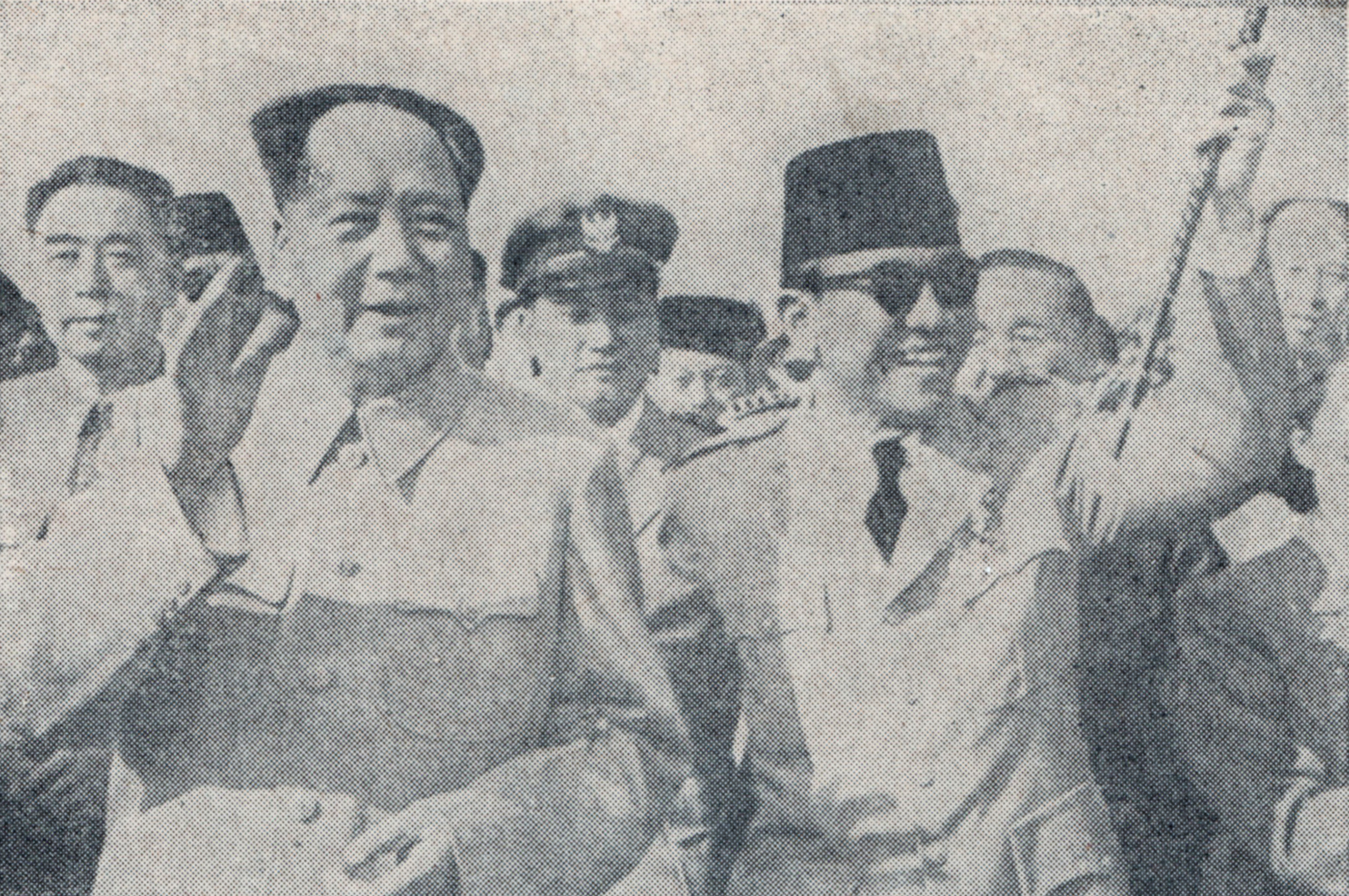
Mao Tsé-Tung e Sukarno

China e Indonésia estabeleceram relações diplomáticas em 13 de abril de 1950, as quais foram suspensas em 30 de outubro de 1967 devido à ocorrência do evento de 30 de setembro de 1965, a subsequente tomada de poder em 1967 pelo Tenente General Suharto que o nomeou para o cargo de presidente interino, a demissão do presidente Sukarno e o eventual início da " Nova Ordem " capitalista, que, sob a presidência de Suharto, duraria 31 anos.
As relações bilaterais melhoraram desde a década de 1980. O Ministro das Relações Exteriores Qian Qichen da China se reuniu com o Presidente Suharto e o Ministro de Estado Moerdiono da Indonésia em 1989 para discutir a retomada das relações diplomáticas dos dois países. Em dezembro de 1989, as duas partes mantiveram conversações sobre questões técnicas relativas à normalização das relações bilaterais e assinaram a ata. O ministro das Relações Exteriores, Ali Alatas, da Indonésia, visitou a China a convite em julho de 1990 e os dois lados emitiram o Acordo sobre a Liquidação da Obrigação de Dívida da Indonésia para com a China e o Comunicado sobre o Reinício das Relações Diplomáticas entre os dois países. Os dois países emitiram o "Comunicado para o Restabelecimento das Relações Diplomáticas entre os Dois Países".
O primeiro -ministro Li Peng visitou a Indonésia a convite em 6 de agosto de 1990. Em suas conversas com o presidente Soeharto, os dois lados expressaram sua vontade de melhorar as relações entre os dois países com base nos Cinco Princípios de Coexistência Pacífica e nos Dez Princípios da Conferência de Bandung. Em 8 de agosto, os Ministros das Relações Exteriores da China e da Indonésia, em nome de seus respectivos governos, assinaram o Memorando de Entendimento sobre o Reinício das Relações Diplomáticas. Os dois lados declararam a retomada formal das relações diplomáticas entre a China e a Indonésia naquele dia.
A resposta cautelosa da China aos distúrbios anti-chineses de 1998 causou alvoroço entre grupos de direitos humanos. Após protestos na embaixada da Indonésia em Pequim em agosto, o ministro das Relações Exteriores, Tang Jiaxuan, fez um apelo direto ao governo indonésio para garantir a proteção das comunidades indonésias chinesas.
Em setembro de 2017, dois pandas gigantes, Cai Tao e Hu Chun, chegaram a Jacarta da província de Sichuan para serem colocados no Taman Safari em Bogor como parte das celebrações do 60º aniversário das relações bilaterais China-Indonésia.
Em dezembro de 2018, a questão das prisões de reeducação de Xinjiang na China com base na perseguição de cidadãos islâmicos e abusos dos direitos humanos contra a minoria uigur muçulmana foi levantada no parlamento. O vice-presidente da Indonésia, Jusuf Kalla, disse: "não queremos intervir nos assuntos internos de outro país."

## Comparação de países
| País                       | China | Indonésia |
| -------------------------- | --- | --- |
| Área                       | 9,596,961 km2 (3,705,407 sq mi)                                                                                              | 1,904,569 km2 (735,358 sq mi)                                                                                       |
| População                  | 1.403.500.365 (2016) | 261.115.456 (2016)                                                                                                  |
| Pop. densidade             | 145/km2 (380/sq mi) | 138/km2 (360/sq mi)                                                                                                 |
| Capital                    | Pequim | Jacarta |
| A maior cidade             | Xangai - 24.183.300 (34.000.000 de metrô)                                                                                    | Jacarta - 10.075.310 (30.214.303 metrô)                                                                             |
| Governo                    | República Socialista Unitária de Partido Único                                                                               | República constitucional presidencial unitária                                                                      |
| Línguas)                   | Chinês padrão (oficial) | Indonésio (oficial)                                                                                                 |
| Religiões                  | 73,5% Irreligioso / Folk, 15,8% Budismo, 2,5% Cristianismo, 0,4% Islã                                                        | 86,7% Islã, 10,72% Cristianismo, 1,7% Hinduísmo, 0,8% Budismo, 0,03% Confucionismo                                  |
| Grupos étnicos             | 91,5% Han, 1,3% Zhuang, 0,9% Manchu, 0,8% Uyghur, 0,8% Hui, 0,7% Miao, 0,6% Yi, 0,6% Tujia, 0,5% Mongol, 0,4% Tibetano, etc. | 42,6% javanês, 15,4% sudanês, 3,4% malaios, 3,3% madurês, 3% Batak, 2,7% Minangkabau, 2,5% Betawi, 2,4% Bugis, etc. |
| PIB                        | $ 13,457 trilhões (nominal, 2018); $ 25,313 trilhões (PPP, 2018)                                                             | $ 1,074 trilhão (nominal, 2018); $ 3,492 trilhões (PPP, 2018)                                                       |
| PIB per capita             | $ 9.633 (nominal, 2016); $ 18.119 (PPP, 2018)                                                                                | $ 4.051 (nominal, 2018); $ 13.162 (PPP, 2018)                                                                       |
| Taxa de crescimento do PIB | 6,9% (2017) | 5,1% (2017) |
| Industrias principais      | Mineração, processamento de metal, armamentos, têxteis                                                                       | Óleo de palma, carvão, petróleo, têxteis                                                                            |
| Força de trabalho          | 803 milhões (2017) | 133 milhões (2019)                                                                                                  |
| IDH                        | 0,758 (alto) | 0,718 (alto) |

## Comércio e investimento

Países que assinaram documentos de cooperação relacionados com a Belt and Road Initiative

O comércio entre a China e a Indonésia está crescendo, especialmente após a implementação do ACFTA desde o início de 2010. Com efeito, enquanto em 2003 o comércio entre a Indonésia e a China atingiu apenas US $ 3,8 bilhões, em 2010 ele se multiplicou quase 10 vezes e atingiu 36100 milhões de dólares. A transformação da China em um país de crescimento mais rápido no século XXI levou a um aumento de investimentos estrangeiros na rede de bambu, uma rede de empresas chinesas no exterior que operam nos mercados do Sudeste Asiático que compartilham laços familiares e culturais comuns. No entanto, o livre comércio com a China tem causado muita ansiedade na Indonésia, uma vez que a entrada de produtos baratos da China pode prejudicar a indústria indonésia. O setor privado e as organizações da sociedade civil indonésios pressionaram vigorosamente o governo e os membros do parlamento indonésios, insistindo que a Indonésia deveria rescindir o acordo ou renegociar seus termos com Pequim.
A China permaneceu no topo dos principais parceiros comerciais da Indonésia, servindo como o maior mercado de exportação e importação do país. A China é o maior destino de exportação da Indonésia depois de ultrapassar o Japão e os Estados Unidos, alcançando US $ 16,8 bilhões. A China também é a fonte mais importante de importações da Indonésia, atingindo US $ 30,8 bilhões, ou 22,7% das importações indonésias em 2016. O saldo, entretanto, era favorável à China, já que a Indonésia registrou um déficit comercial de US $ 14 bilhões em 2016.
Do ponto de vista da China, desde 2010 a ASEAN como um todo se tornou seu quarto maior parceiro comercial, depois da União Europeia, Japão e Estados Unidos. Entre os países membros da ASEAN, a Indonésia foi o quarto maior parceiro comercial da China, que, segundo dados de maio de 2010 do Ministério do Comércio da República Popular da China, somava 12,4 bilhões de dólares, depois da Malásia (22,2 bilhões de dólares), Singapura (17,9 bilhões de dólares) e Tailândia (15,7 bilhões de dólares).
Sendo o segundo maior doador de ajuda externa à Indonésia depois de Singapura, a China também financiou e desenvolveu vários projetos de infraestrutura no país para criar mais crescimento em sua economia, especialmente nos serviços de utilidade pública, transporte, indústria e turismo, com fluxos crescentes de ajuda nos últimos anos.
No final de setembro de 2015, a Indonésia concedeu à China um projeto multibilionário de ferrovia de alta velocidade Jacarta-Bandung. Foi dito que a oferta da China de construir a linha Jacarta-Bandung sem exigir garantia de empréstimo nem financiamento da Indonésia foi o ponto crítico da decisão de Jacarta. O trem de alta velocidade Jakarta-Bandung está planejado para começar suas operações ao público em 2019.

## Cultura

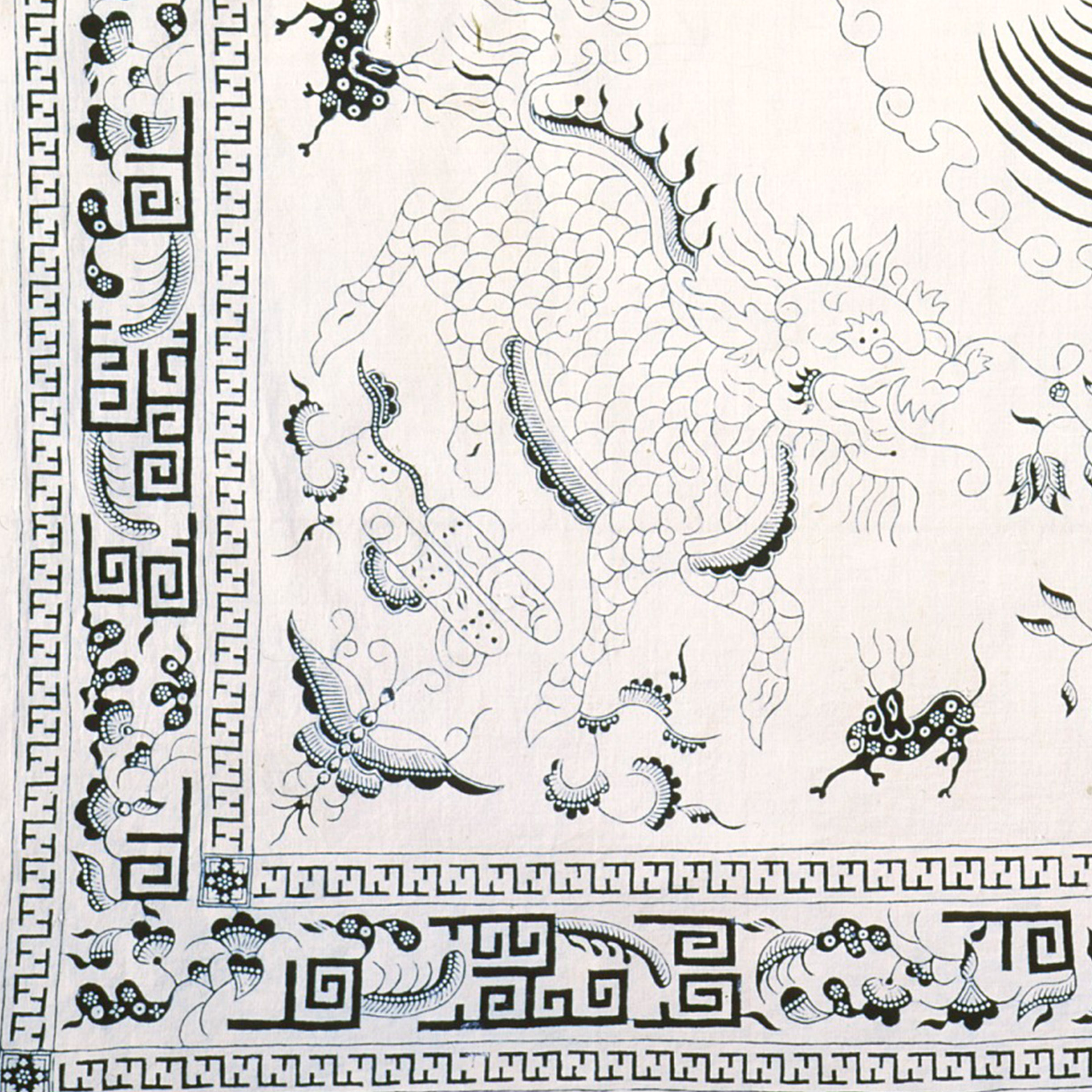
Batik Pesisiran com a imagem de qilin, demonstra imagens de influência chinesa, testemunha as relações centenárias entre a China e a Indonésia.

Desde a antiguidade, a cultura indonésia começou a absorver muitos aspectos dos elementos chineses, como empréstimos de origem chinesa em indonésio que, em sua maioria, referem-se a todas as coisas chinesas, culinária, arte e artesanato como o Batik Pesisiran javanês (batik costeiro) que demonstra imagens chinesas como nuvem chinesa, fênix, dragão, qilin, a flor de peônia. Os colonizadores chineses começaram a se estabelecer nas cidades costeiras da Indonésia já no período de Srivijaya (c. Século 7) e Majapahit (c. Século XIV). E mais tarde acelerado durante a era da Companhia das Índias Orientais Holandesas (c. século XVII). Esses imigrantes chineses trouxeram consigo a cultura chinesa de sua terra natal, casaram-se com mulheres locais e criaram a cultura peranakan híbrida, ainda observada hoje em algumas cidades da Indonésia e nas vizinhas Malásia e Singapura. Hoje, existem cerca de 2.832.510 indonésios chineses de acordo com o censo de 2010, que formavam 1,20% da população indonésia.

## Visitas de estado

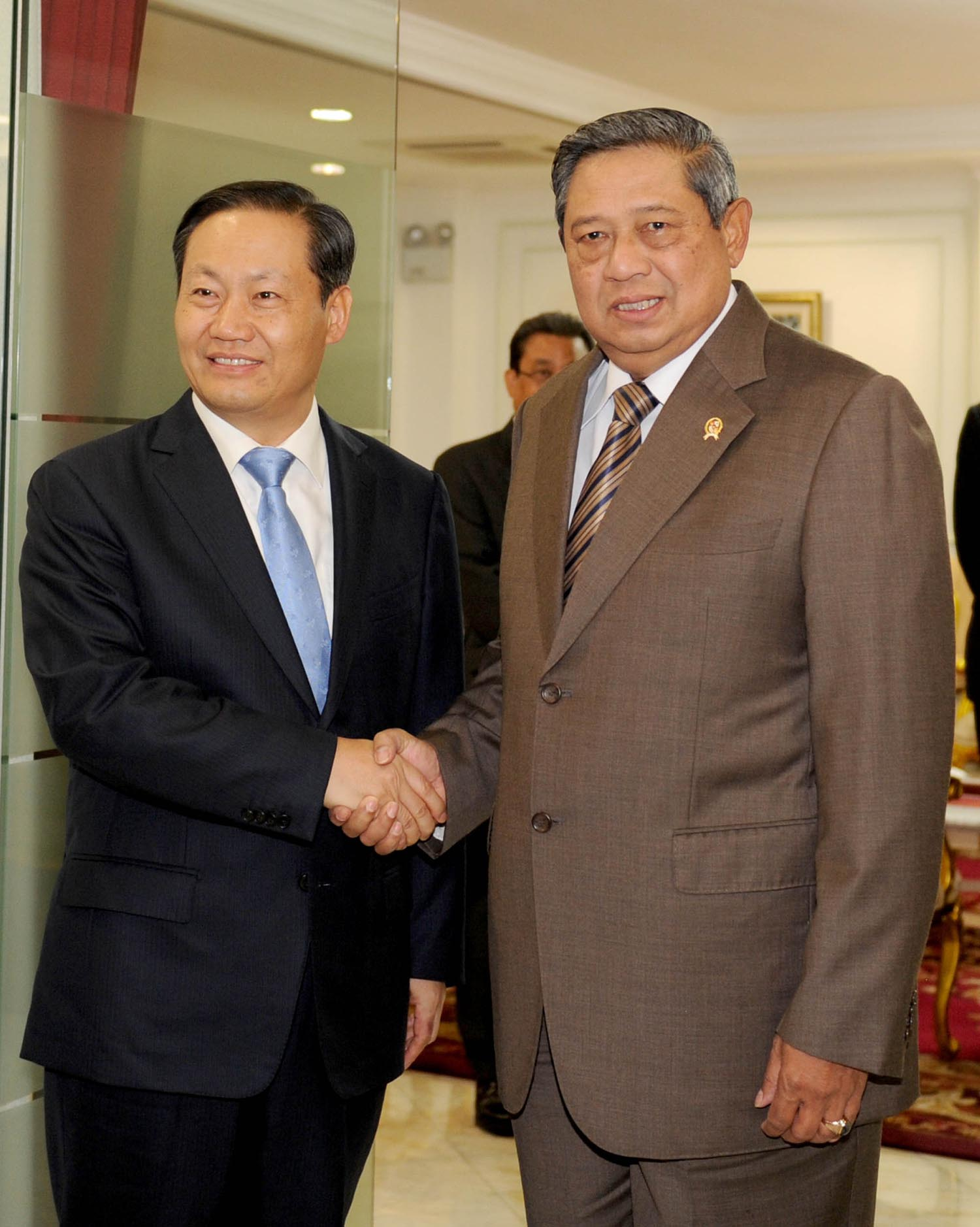
Presidente Yudhoyono da Indonésia e Peng Qinghua, membro do 18º Comitê Central do Partido Comunista da China, em Jacarta, 17 de junho de 2013.

As relações bilaterais desenvolveram-se gradativamente desde a retomada das relações diplomáticas dos dois países. Desde a retomada das relações diplomáticas entre os dois países, o presidente Yang Shangkun (em 1991), o presidente do Comitê Permanente do APN Qiao Shi (em 1993) e o vice-premiê Zhu Rongji (em 1996), o vice-presidente Hu Jintao (em 2000) da China visitou a Indonésia. O Presidente Suharto (em 1990), o Presidente do Parlamento Suhud (em 1991), o Vice-Presidente Sudharmono (em 1992) e o Presidente do Conselho Consultivo Supremo Sudomo (em 1997) visitaram a China. O presidente Jiang Zemin, da China, fez uma visita oficial à Indonésia em novembro de 1994, após participar da segunda Reunião Informal dos Líderes da APEC. Em dezembro de 1999, o presidente KH Abdurrahman Wahid, da Indonésia, fez uma visita oficial à China, durante a qual os dois países emitiram um comunicado conjunto à imprensa. Em julho de 2000, o vice-presidente Hu Jintao visitou a Indonésia a convite da vice-presidente Megawati Sukarnoputri.
Em novembro de 2001, o primeiro-ministro Zhu Rongji fez uma visita à Indonésia. Em março de 2002, a presidente da Indonésia, Megawati Sukarnoputri, fez uma visita oficial à China. Em abril, o presidente Abdurrahman Wahid, da Assembleia Consultiva do Povo da Indonésia, visitou a China. Em setembro, o presidente Li Peng, do NPC, fez uma visita oficial amigável à Indonésia.
A partir de 1991, as chancelarias dos dois países implantaram um mecanismo de consulta e até agora já realizaram seis consultas. Em março de 2002, os dois países trocaram notas a respeito da instalação de consulados gerais indonésios em Guangzhou . A Indonésia tem seu Consulado Geral em Hong Kong.
De 8 a 11 de novembro de 2014, o recém-eleito presidente da Indonésia, Joko Widodo, fez sua primeira visita oficial ao exterior à China para participar da cúpula da APEC em Pequim. Ele participou de uma reunião bilateral com o presidente da China, Xi Jinping, e o primeiro-ministro Li Keqiang. Mais recentemente, em abril de 2015, o presidente Xi Jinping visitou Bandung para comemorar o 60º aniversário da Conferência Asiático-Africana e Joko Widodo visitou Pequim para participar do Belt and Road Forum de 14 a 15 de maio de 2017.

## Tiongkok
Tiongkok (中國) é o termo indonésio para a China, originado da versão Min Nan (dialeto local do sul de Fujian) da palavra Zhongguo (中國), que é o termo usado para se referir à China em mandarim . A palavra - em sua forma romanizada (Tiongkok) - foi usada em indonésio pelo governo indonésio para se referir à China até 1972 mas seu uso cessou após um período de relações hostis na década de 1960. O governo autoritário e anti-chinês da Nova Ordem determinou a substituição do termo Tiongkok, bem como Tionghoa (中華), com "Cina" . Muitos indonésios chineses sentiram que o termo (em referência a eles) era depreciativo e racista, conotando "atraso, humilhação, filas e pés amarrados". Após a queda do presidente Suharto em 1998, o uso de Tiongkok voltou a emergir.
Em 14 de março de 2014, o presidente da Indonésia, Susilo Bambang Yudhoyono, assinou um decreto presidencial (Keputusan Presiden) nº 12/2014, para alterar o uso legal do termo na língua indonésia para se referir à China. Mudanças incluindo a substituição do termo Cina ou China por Tiongkok para se referir à China como um país e Tionghoa para se referir ao povo chinês ou descendentes de chineses. Essa mudança visava erradicar a discriminação e o preconceito em relação aos indonésios chineses.

## Disputas no Mar da China Meridional

Reivindicações territoriais no Mar da China Meridional

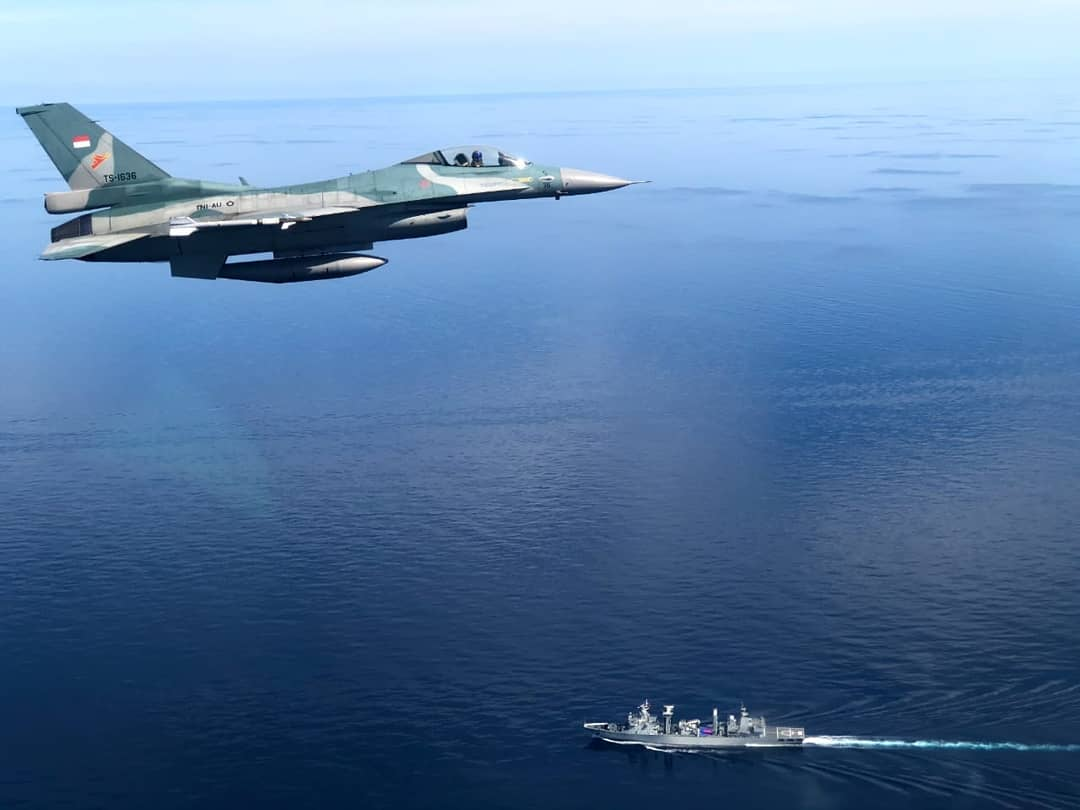
Um F-16 Fighting Falcon da Força Aérea da Indonésia sobrevoando o que parecia ser um navio de reabastecimento da Marinha chinesa Tipo 903 na região disputada ao largo da costa de Natuna, nas Ilhas Riau

Apesar da posição da Indonésia como um estado não requerente na disputa do Mar da China Meridional, dois países estavam inevitavelmente envolvidos nesta disputa territorial; como partes da linha de nove traços da China unilateralmente reivindicada está cruzando com a zona econômica exclusiva da Indonésia perto das ilhas Natuna . Embora a China tenha reconhecido a soberania da Indonésia sobre as ilhas Natuna, a China argumenta que as águas ao redor das ilhas Natuna são "pesqueiros tradicionais" chineses. A Indonésia rapidamente rejeitou essa alegação e acredita que ela não tem base legal.
Em março de 2016, os dois países estiveram envolvidos em confrontos perto das Ilhas Natuna, pois a autoridade marítima indonésia que tentou capturar uma traineira chinesa acusada de pesca ilegal foi impedida pela guarda costeira chinesa. A Indonésia insiste em processar os tripulantes da traineira chinesa, apesar da exigência de Pequim de libertá-los. Um oficial indonésio disse que os "pesqueiros tradicionais" não eram reconhecidos pela UNCLOS. Este incidente levou os militares indonésios a aumentar sua presença na área de Natuna. Em 23 de junho de 2016, o presidente indonésio Joko Widodo visitou as ilhas Natuna em um navio de guerra, com o objetivo de enviar uma "mensagem clara" de que a Indonésia era "muito séria em seus esforços para proteger sua soberania".
Na sequência da decisão do Tribunal Permanente de Arbitragem de 12 de julho de 2016, a Indonésia apelou a todas as partes envolvidas na disputa territorial a exercerem a autocontenção e a respeitarem as leis internacionais aplicáveis.
Em janeiro de 2020, os barcos de pesca chineses, escoltados por navios da guarda costeira chinesa, voltaram a pescar na costa das ilhas do norte de Natuna em águas reivindicadas pela Indonésia como sua zona econômica exclusiva (ZEE). Isso levou a um impasse entre os países e à decisão da Indonésia de enviar seus pescadores para se juntarem a navios de guerra na área para ajudar na defesa contra os navios chineses. A Indonésia implantou duas corvetas anti-submarino da classe Kapitan Pittimura na Ilha Great Natuna no início de janeiro e, posteriormente, adicionou uma fragata de mísseis guiados classe Martadinata , duas corvetas classe Bung Tomo, uma fragata classe Ahmed Yani, uma classe Makassar doca da plataforma de pouso (LPD), um submarino a diesel classe Cakra e quatro caças F-16 C / D para a implantação, mesmo quando os navios chineses pareciam ter recuado da região.